# Устивское княжество
Устивское княжество — одно из верховских княжеств XIV века со столицей в городке Устье (Усты, древнеславянское написание Устьї) — ныне с. Усты Думиничского района Калужской области.
Город Усты образовался как начало волока от Жиздры — притока Оки, до реки Неполоть —- притока Болвы, связывавшего Каспийский и Черноморский бассейны.
Первым устивским князем был Всеволод Семёнович — сын Семёна Михайловича Глуховского. Затем правителем удела был князь Михаил Всеволодович. После его смерти Устивское княжество прекратило своё существование и перешло во владение к ближайшим родственникам Михаила Всеволодовича — князьям Глуховским-Новосильским.
По версии Безносюка С. Н., Всеволод был сыном не Семёна глуховского, а Юрия тарусского.
В 1370-е гг. вотчина устивских князей перешла под контроль ВКЛ, на рубеже XIV-XV вв. включена в состав Мезецкого княжества.